# Manuela Gandarillas
Manuela De Gandarillas (Península Cantábrica?, 1782? - Cochabamba, 27 de mayo de 1812) fue una aristócrata local que, según la tradición, lideró a las denominadas "Heroínas de la Coronilla", quienes el 27 de mayo de 1812 se enfrentaron al Ejército Realista comandado por el general José Manuel de Goyeneche, cuando este intentó tomar la ciudad de Cochabamba al verla desguarnecida porque los varones se hallaban en batalla.
Ante la arremetida, Manuelita lideró a las mujeres del lugar; se subió a su caballo y blandió su sable para enfrentar al invasor, mientras el resto de las damas se munieron de palos, piedras y otros objetos para acompañarla en la batalla.
La heroína se volcó de cara a Goyeneche, quien  la hirió en el pecho durante la  durante batalla, dando fin a la vida de una de las líderes que ayudó a forjar la consolidación de la República de Bolivia (6 de agosto de 1825).

## Biografía
El padre de Manuela De Gandarillas habría sido José Eras y Gandarillas, quien estaba casado con Margarita Fernández, acorde con los datos que arroja el historiador Edmundo Arze.  
Igualmente, se presume que su progenitor habría defendido la causa independentista, razón por lo cual fue condenado a morir fusilado.
Otros datos bibliográficos dan cuenta que era hija de Julián De Eras y Gandarillas, y que su hermano fue Juan Joseph Eras y Gandarillas.  
Lo cierto es que participó en la lucha por la independencia de Bolivia y sufrió muerte severa e infortunios Sin embargo, no todos los estudiosos coinciden en este dato, puesto hay quienes afirman que no murió... 
En lo que si coinciden tanto sus descendientes, como algunos historiadores es en que fue la menor y la única mujer de 11 hermanos, producto de lo cual aprendió a manejar el sable entre juegos, como algo natural.  
Debido a que era hija más pequeña de la casa, también está en duda la fecha real de su nacimiento, el cual se presume fue en realidad en 1782 y no en 1752 como estiman algunas fuentes.
El lugar exacto de su alumbramiento no se conoce con certeza. Su familia, conocida como "Los Gandarillas",  procedía de Gándara en Cantabria, lugar del cual viene el apellido y donde tenían asientos preferenciales en las iglesias por su alcurnia.
El clan familiar se asentó en varios países de lo que hoy es América Latina, como parte de un plan relacionado con la disputa entre Carlotistas y Fernandistas por el dominio de la corona española. 
Sin embargo, se debe destacar que aquella visión inicial fue desdeñada al influjo de la Revolución Francesa, que los conquistó con sus ideales de libertad, igualdad y fraternidad.
Debido a su estirpe fue criada en la más estricta disciplina aristocrática. Sabía leer y escribir, lo cual le daba un lugar de empoderamiento y liderazgo en la época. 
Desde niña escuchó el discurso político hogareño y las reuniones que se realizaban con allegados respecto de los movimientos independentistas.
De esta manera, organizó junto a uno de sus hermanos conspiraciones con los patriotas en lo que hoy es Cochabamba, Bolivia a par que otra parte de la familia realizaba un trabajo similar en pro de la independencia de territorios de los actuales Argentina y Chile.
Tras la muerte del hermano que la acompañó en el Alto Perú, la propiedad de Manuela De Gandarillas constituyó un importante centro de reuniones secretas que solían camuflarse como tertulias. 
Este nicho, sumado a sus conocimientos le concedieron el respeto de la gente del lugar, la cual la consideró como una sabia consejera, además de líder.
De esta manera, muchas mujeres recurrían a ella para buscar orientación e incluso bautizaba a niños de su hacienda, de tal manera que algunos llevaron el apellido Gandarillas en su honor.
Todo el trabajo desarrollado por ella y sus hermanos fue sustentado con la fortuna familiar acuñada en Europa por generaciones, misma que decidieron poner al servicio de una causa que consideraron más alta. 
Esas mismas  razones le generaron detractores, quienes la apodaron despectivamente "la ciega Gandarillas" porque tenía un marcado defecto visual que la obligaba a requerir ayuda de un bastón para movilizarse cuando caía el sol y le impedía realizar tareas sencillas en lugares con poca luz.
El 27 de mayo de 1812 Manuela De Gandarillas subió a su caballo y armada de un sable gritó: “Si ya no hay hombres, aquí estamos nosotras, para enfrentarnos al enemigo y morir por la patria” y se enfrentó en la colina de La Coronilla al general José Manuel de Goyeneche, cuando éste intentó tomar la ciudad de Cochabamba con el Ejército Realista.
Junto a ella combatió un grupo de aguerridas mujeres e incluso de menores de edad, quienes munidos de palos, piedras e instrumentos de labranza, la siguieron al fragor de la batalla para defender los ideales de libertad que les había imbuido con pasión. 
Sin embargo, la fuerza del invasor fue superior al coraje que demostró la valiente Manuela. Goyeneche la hirió en el pecho y ella tomó la sangre que le brotaba a borbotones para arrojársela en la cara, como un gesto de desprecio, poco antes de caer muerta.
El valeroso gentío subversivo fue brutalmente diezmado por el ejército español que venía de vencer a las tropas del guerrillero tarateño Esteban Arze, contra el cual había luchado el 24 de mayo de 1812 en el Quehuiñal, lugar donde el Ejército Patriota ofrendó su vida en aras de la libertad.

### DÍA DE LA MADRE BOLIVIANA
El 8 de mayo de 1927, durante el gobierno de Hernando Siles se decretó el 27 de mayo, como día de la madre boliviana en honor a ese grupo de aguerridas mujeres, conocidas como Las Heroínas de la Coronilla, quienes fueron un digno ejemplo de valentía para América Latina. 
De manera posterior a la Independencia de Bolivia, su descendencia donó una propiedad a la gobernación de Cochabamba, anteponiendo los ideales al factor material, siguiendo la línea de Manuela De Gandarillas.  
Entre sus descendientes más destacados en línea directa se hallan José Gandarillas (+), un meritorio excombatiente de la Guerra del Chaco; así como el reconocido periodista Roberto Gandarillas Sánchez (+), quien luchó por la democracia boliviana en las filas de Falange Socialista Boliviana. 
Dicho político tuvo cuatro hijos, de los cuales vive en Bolivia la también periodista - investigadora y escritora Karem Odett Gandarillas M., quien trabajó en varios medios de prensa escritos en La Paz, Bolivia. 

### OTROS PARIENTES
Algunos historiadores especulan que estuvo casada con Juan de Dios Revollo, de cuya unión nacieron  dos varones y dos mujeres. También se le atribuye una nieta, sobre la cual hay varias discrepancias por la edad que se supone que en realidad tendría Manuela al momento de su muerte, ya que era muy joven como para tener una tercera línea de descendencia.

### NO ERA INVIDENTE
Aunque popularmente es conocida como la heroína ciega, muchos autores coinciden en que no era invidente. Lila Rosana Cortéz expresa: "no consta que haya sido ciega ni que haya tenido 100 años" . Otros autores también respaldan esta hipótesis

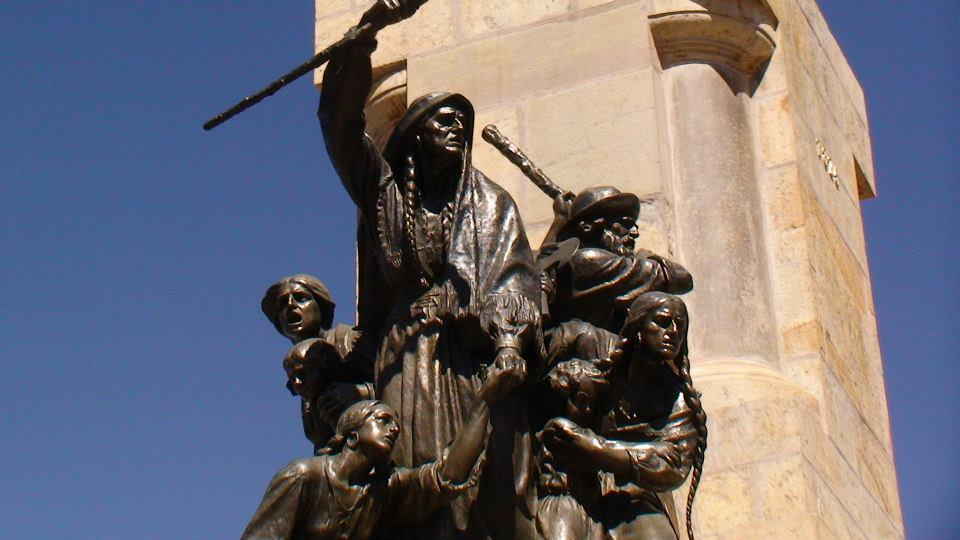
La escultura no concuerda con los datos históricos sobre Manuela

Debido al apelativo que le dieron, ciertos escritores la tildan de "invidente", en la búsqueda de algún sinónimo al de "la ciega Gandarillas" . Sin embargo, esa distorsión lleva a profundas contradicciones con los registros históricos, puesto que de haber sido invidente, no habría podido liderar ninguna batalla y menos enfrentar cara a cara a Goyeneche.
La familia de Manuela coincide en este punto, donde añaden que debido a su condición de mujer, su figura fue relegada y tergiversada en la historia, negándole sus méritos e incluso su identidad. 
De la misma forma, el desconocimiento profundo de su rol y el desprecio a su figura de mujer culta condujo a que se erija un monumento en Cochabamba donde se le atribuye la imagen de una mujer de avanzada edad y vestimenta popular.
Inclusive, existen otros autores niegan que Manuela De Gandarillas pueda haber participado en los términos en que tradicionalmente se le conoce.
La estatua mencionada formó parte de las impresiones de los billetes de diez bolivianos de la República de Bolivia. Finalmente, la primera serie de billetes del Estado Plurinacional de Bolivia emitida por el Banco Central de Bolivia (B.C.B.) determinó eliminar su recuerdo, olvidando reivindicar su verdadera imagen y desconociendo para siempre su lucha trascendental e invaluable.

### CONDECORACIONES CON SU NOMBRE
El consejo Municipal de Cochabamba otorga la Condecoración Manuela Gandarillas a "todas aquellas instituciones de mujeres que se hubiesen destacado por su entrega desinteresada, valor, lucha, perseverancia, tesón y sacrificio por el bien de Cochabamba y el país."
Esa es la versión oficial que dan las autoridades municipales en la misma línea que la gobernación cochabambina. Sin embargo, tales distinciones se otorgan a modelos y otras personas distantes de la figura de mujer culta y revolucionaria que Manuela representaba.
Continuando con estos agravios en razón de género, se debe mencionar que en ninguno de los homenajes que se hacen en honor a la prócer independentista, su progenitura es invitada a los actos protocolares, a diferencia de lo que sucede con otros protomártires varones. 

### INSTITUCIONES CON SU NOMBRE
- Unidad Educativa Manuela Gandarillas, ubicada en Pizorga - Pocona, Carrasco, Carrasco, Bolivia
- Centro de Rehabilitación para Ciegos Manuela E. Gandarillas, Cochabamba.

## Investigaciones Recientes
De acuerdo a las investigaciones de Lila Cortez Montalvo, se encontró un registro de nacimiento de una mujer conocida como Manuela Josefa Gandarillas. Fue hija de Juan José Gandarillas y María Josefa Delgadillo, su nacimiento se registró en la ciudad de Cochabamba el 21 de mayo de 1792 y casada con Juan de Dios Revollo el 21 de junio de 1812 en Tarata. Dada su fecha de nacimiento no es posible que esta mujer sea la heroína de la Coronilla.
Existe también el registro de otra mujer nacida en Cochabamba el 17 de abril de 1758, su nombre era María Josefa Gandarillas Herrera, tía de la anterior. En su registro de bautismo se indica que fue encontrada en las puertas de la casa de Julián Francisco de Eras y Gandarillas y de Francisca de Herrera y Ceballos, ellos la adoptaron como hija suya. Por la fecha de su nacimiento resultaría estar cercana a los 60 años en 1812, que es la edad con la que se menciona a la heroína.
Es muy probable que el nombre de estas dos mujeres se haya mezclado con el pasar de la historia y fue María Josefa Gandarillas quien dirigió al grupo de mujeres revolucionarias y que murió heroicamente durante la batalla.
También se conoce el nombre de José Domingo de Eras y Gandarillas Delgadillo, que fue hijo de Juan José Gandarillas y de María Josefa Delgadillo Mogollón. Nacido en Cochabamba el 16 de junio de 1789, se enlistó al ejército revolucionario y estuvo bajo el mando de Juan Antonio Arenales en 1813, fue capturado en 1820 y fusilado por las tropas realistas. José Domingo fue hermano de Manuela Josefa Gandarillas y sobrino de María Josefa Gandarillas.